# Superpuchar Irlandii Północnej w piłce nożnej
Superpuchar Irlandii Północnej w piłce nożnej (ang. NIFL Charity Shield) – trofeum przyznawane zwycięskiej drużynie meczu rozgrywanego pomiędzy aktualnym Mistrzem Irlandii Północnej oraz zdobywcą Pucharu Irlandii Północnej w danym sezonie (jeżeli ta sama drużyna wywalczyła zarówno mistrzostwo, jak i Puchar kraju - to jej przeciwnikiem zostaje finalista Pucharu).

## Historia
W sezonie 1992 odbył się pierwszy oficjalny mecz o Superpuchar Irlandii Północnej. Pierwszy pojedynek rozegrano 8 sierpnia 1992 roku. W tym meczu Glentoran F.C. zremisował 1:1 z Glenavon F.C. Obie drużyny otrzymali wspólny Superpuchar. Pierwsze trzy oraz ostatni mecze odbyły się na Windsor Park w Belfaście. Mecz prowadzono tylko wtedy, gdy znajdował się chętny sponsor. W latach 1992–1994 była nim firma McEwan's Lager, a w 1998-2000 Wilkinson Sword. W 2001 roku został zamieniony na Irish League Cup. Po dłuższej przerwie w 2014 turniej został odrodzony.

## Format
Mecz o Superpuchar Irlandii Północnej rozgrywany jest przed rozpoczęciem każdego sezonu. W pierwszych dwóch edycjach w przypadku remisu po upływie regulaminowego czasu gry obu zespołom wręczano wspólny Puchar. Począwszy od edycji 2014 w przypadku remisu po upływie regulaminowego czasu gry przeprowadzana jest seria rzutów karnych. 

## Zwycięzcy i finaliści
| Sezon                                                                                      | K | K | T | Zwycięzca                    | Wynik        | Finalista             | Data, miejsce                       | Uwagi          |
| Tarcza charytatywna Związku Piłkarskiego Irlandii Północnej (ang. Irish FA Charity Shield) |   |   |   |                              |              |                       |                                     |                |
| 1992                                                                                       |   |   | 1 | Glentoran F.C. Glenavon F.C. | 1:1          |                       | 08.08.1992, Windsor Park, Belfast   |                |
| 1993                                                                                       |   |   | 1 | Linfield F.C. Bangor F.C.    | 1:1          |                       | 10.08.1993, Windsor Park, Belfast   |                |
| 1994                                                                                       |   |   | 2 | Linfield F.C.                | 2:0          | Bangor F.C.           | 03.08.1994, Windsor Park, Belfast   |                |
| 1995–1997                                                                                  |   |   |   |                              |              |                       |                                     | nie rozgrywano |
| 1998                                                                                       |   |   | 1 | Cliftonville F.C.            | 1:0          | Glentoran F.C.        | 08.08.1998, The Oval, Belfast       |                |
| 1999                                                                                       |   |   | 1 | Portadown F.C.               | 2:1          | Glentoran F.C.        | 08.08.1999, Mourneview Park, Lurgan |                |
| 2000                                                                                       |   |   | 3 | Linfield F.C.                | 2:0          | Glentoran F.C.        | 05.08.2000, Windsor Park, Belfast   |                |
| 2001–2013                                                                                  |   |   |   |                              |              |                       |                                     | nie rozgrywano |
| Tarcza charytatywna Ligi Piłkarskiej Irlandii Północnej (ang. NIFL Charity Shield)         |   |   |   |                              |              |                       |                                     |                |
| 2014                                                                                       |   |   | 2 | Cliftonville F.C.            | 0:0 (k. 4:2) | Ballymena United F.C. | 2.08.2014, Solitude, Belfast        |                |
| 2015                                                                                       |   |   | 2 | Glentoran F.C.               | 1:0          | Crusaders F.C.        | 1.08.2015, Solitude, Belfast        |                |
| 2016                                                                                       |   |   | 2 | Glenavon F.C.                | 1:0          | Crusaders F.C.        | 30.07.2016, Mourneview Park, Lurgan |                |
| 2017                                                                                       |   |   | 4 | Linfield F.C.                | 3:1          | Coleraine F.C.        | 5.08.2017, The Oval, Belfast        |                |
| 2019–2021                                                                                  |   |   |   |                              |              |                       |                                     | nie rozgrywano |
| 2022                                                                                       |   |   | 1 | Crusaders F.C.               | 2:0          | Linfield F.C.         | 6.08.2022, Windsor Park, Belfast    |                |

Uwagi:

- wytłuszczono i kursywą oznaczone zespoły, które w tym samym roku wywalczyły mistrzostwo i Puchar kraju (dublet),
- wytłuszczono zespoły, które zdobyły mistrzostwo kraju,
- kursywą oznaczone zespoły, które zdobyły Puchar kraju.

## Statystyka

### Klasyfikacja według klubów
W dotychczasowej historii finałów o Superpuchar Irlandii Północnej na podium oficjalnie stawało w sumie 9 drużyn. Liderem klasyfikacji jest Linfield F.C., który zdobył trofeum 4 razy.
Stan na 31.05.2022. 
| Lp. | Klub                  | Zdobywca | Finalista     | Zwycięskie sezony | Przegrane finały |       |   |                         |      |
| --- | --------------------- | -------- | ------------- | ----------------- | ---------------- | ----- | - | ----------------------- | ---- |
| Lp. | Klub                  | 1.       | Linfield F.C. | Zwycięskie sezony | Przegrane finały | 4 (1) | 1 | 1993*, 1994, 2000, 2017 | 2022 |
| 2.  | Cliftonville F.C.     | 2        | 0             | 1998, 2014        |                  |       |   |                         |      |
| 3.  | Glentoran F.C.        | 2 (1)    | 3             | 1992*, 2015       | 1998, 1999, 2000 |       |   |                         |      |
| 4.  | Glenavon F.C.         | 2 (1)    | 0             | 1992*, 2016       |                  |       |   |                         |      |
| 5.  | Crusaders F.C.        | 1        | 2             | 2022              | 2015, 2016       |       |   |                         |      |
| 6.  | Portadown F.C.        | 1        | 0             | 1999              |                  |       |   |                         |      |
| 7.  | Bangor F.C.           | 1 (1)    | 1             | 1993*             | 1994             |       |   |                         |      |
| 8.  | Ballymena United F.C. | 0        | 1             |                   | 2014             |       |   |                         |      |
| 8.  | Coleraine F.C.        | 0        | 1             |                   | 2017             |       |   |                         |      |

Uwaga:

W nawiasach podano liczbę i lata zwycięstw wspólnych (oznaczono *)

### Klasyfikacja według miast
Stan na 31.05.2022.
| Miasto    | Liczba tytułów | Kluby                                                                            |
| --------- | -------------- | -------------------------------------------------------------------------------- |
| Belfast   | 9              | Linfield F.C. (4), Cliftonville F.C. (2), Glentoran F.C. (2), Crusaders F.C. (1) |
| Lurgan    | 2              | Glenavon F.C. (2)                                                                |
| Bangor    | 1              | Bangor F.C. (1)                                                                  |
| Portadown | 1              | Portadown F.C. (1)                                                               |

### Klasyfikacja według kwalifikacji
| Tytuł                                | Zwycięstw | Finałów |
| ------------------------------------ | --------- | ------- |
| Mistrz Irlandii Północnej            | 7         | 4       |
| Zdobywca Pucharu Irlandii Północnej  | 7         | 2       |
| Finalista Pucharu Irlandii Północnej | 0         | 3       |